# Dalheim (Rheinhessen)
Dalheim település Németországban, Rajna-vidék-Pfalz tartományban. Lakosainak száma 1037 fő (2023. december 31.).

## Népesség
A település népességének változása:
| Lakosok száma | 848  | 1001 | 1021 | 1024 | 1031 | 1037 |
|               | 1975 | 2017 | 2019 | 2021 | 2022 | 2023 |